# Kópavogsvöllur
Das Kópavogsvöllur ist ein Fußballstadion mit Leichtathletikanlage in der isländischen Stadt Kópavogur, Hauptstadtregion, im Südwesten des Landes. Die Anlage ist die Heimspielstätte des Fußballclubs Breiðablik Kópavogur mit der Männermannschaft und den Frauen, die isländischer Rekordmeister sind, sowie den Juniorenmannschaften des Vereins. Es bietet 5501 Plätze, davon sind 1869 Sitzplätze. Das Kópavogsvöllur ist eines der größten Fußballstadien mit Leichtathletikanlage des Landes.

## Geschichte
Das Kópavogsvöllur wurde am 7. Juni 1975 eingeweiht. Die Anlage besaß zu Beginn die Leichtathletikanlage und eine sehr kleine, unüberdachte Tribüne auf der Ostseite. Zur Eröffnung trafen Breiðablik Kópavogur und der UMF Víkingur aufeinander. Zwischen 1992 und 2013 nutzten auch die Fußballer des HK Kópavogur die Spielstätte, bevor man in die Kórinn umzog. 2007 war Island Gastgeber der U-19-Fußball-Europameisterschaft der Frauen. Das Kópavogsvöllur war eines von sieben Stadien der EM und es fanden zwei Gruppenspiele in Kópavogur statt. Dabei trafen Island und Dänemark (1:2) sowie Spanien und Frankreich (0:1) aufeinander. Von 2008 bis 2009 wurde das Stadion renoviert und mit dem Zuschauerrang auf der Westseite ergänzt. Die neue Tribüne mit 1410 überdachten Sitzplätzen wurde am 9. Mai 2009 von Þorgerður Katrín Gunnarsdóttir, der damaligen Ministerin für Bildung, Wissenschaft und Kultur, eröffnet. Der Neubau beherbergt neben den Umkleidekabinen und weiterer Sportausstattung auch Loungeräume. 2015 war die Anlage einer der sechs Spielorte der U-17-Fußball-Europameisterschaft der Frauen. Es wurden vier Gruppenspiele des Turniers im Kópavogsvöllur ausgetragen. Das Spielfeld verfügte bis 2018 über einen Naturrasen und wurde durch einen Kunstrasen ersetzt.

## Länderspiele
Männer
Die isländische Fußballnationalmannschaft der Männer trat zu drei Partien im Kópavogsvöllur an.
- 16. Mär. 2008:  Island –  Färöer 3:0 (Freundschaftsspiel)
- 22. Mär. 2009:  Island –  Färöer 1:2 (Freundschaftsspiel)
- 21. Mär. 2010:  Island –  Färöer 2:0 (Freundschaftsspiel)

Frauen
Die isländische Fußballnationalmannschaft der Frauen hat bis heute neun Länderspiele in Kópavogur austragen.
- 30. Juli 1983:  Island –  Norwegen 0:1 (Qualifikation zur EM 1984)
- 21. Aug. 1983:  Island –  Finnland 0:2 (Qualifikation zur EM 1984)
- 25. Juni 1986:  Island –  Färöer 6:0 (Freundschaftsspiel)
- 27. Juli 1986:  Island –  BR Deutschland 1:4 (Freundschaftsspiel)
- 19. Juli 1992:  Island –  England 1:2 (Qualifikation zur EM 1993)
- 14. Juni 1998:  Island –  Spanien 1:1 (Qualifikation zur WM 1999)
- 17. Aug. 2000:  Island –  Deutschland 0:6 (Qualifikation zur EM 2001)
- 25. Apr. 2009:  Island –  Niederlande 1:1 (Freundschaftsspiel)
- 04. Apr. 2015:  Island –  Niederlande 2:1 (Freundschaftsspiel)